# Polyplectropus elmadam
Polyplectropus elmadam är en nattsländeart som beskrevs av Malicky 1993. Polyplectropus elmadam ingår i släktet Polyplectropus och familjen fångstnätnattsländor. Inga underarter finns listade i Catalogue of Life.